# Crossroads (musikfilm)
Crossroads är en amerikansk film från 1986, inspirerad av legenden kring bluesmusikern Robert Johnson.

## Handling
Ralph Macchio spelar en klassisk gitarrist (Eugene Martone) som drömmer om att bli en berömd bluesgitarrist. Han tar hjälp av Joe Senecas rollfigur Willie Brown, som är en legendarisk bluesartist, som specialiserat sig på munspel. Tillsammans beger dom sig till Mississippi deltat. Vad Eugene inte vet är att Willie har slutit ett avtal med djävulen.
Filmen innehåller en gitarrduell mellan Eugene och Steve Vai.

## Om filmen
Crossroads är regisserad av Walter Hill och huvudrollen innehas av Ralph Macchio.

## Rollista (i urval)
- Ralph Macchio - Eugene Martone
- Joe Seneca - Willie Brown
- Jami Gertz - Frances
- Steve Vai - Jack Butler